# Robert Biedroń
Robert Biedroń (Rymanów, 1976. április 13. –) lengyel politikus eszperantista, pártalapító, polgármester, országgyűlési képviselő, LMBT-aktivista.

## Életútja
Biedroń középiskolai tanulmányait Ustrzyki Dolnéban végezte. 2000-ben politikatudományból szerzett diplomát az Olsztyni Warmia és Mazury Egyetemen. Ugyanezen a területen 2003-ban szerzett mesterdiplomát. A Helsinki Human Rights Foundation Politikai és Társadalmi Vezetők Iskolájában és az Emberi Jogok Iskolájában is folytatott tanulmányokat.
Biedroń angolul, franciául, oroszul, eszperantóul és olaszul beszél.

### Társadalmi és politikai tevékenysége
Biedroń évek óta együttműködik lengyel és nemzetközi LMBT-jogi szervezetekkel. Tanulmányait követően Londonba utazott, és csatlakozott az OutRage! brit civil szervezethez.
Biedroń 2001. május 1.-jén részt vett az első Gay Pride-on, amelyet Lengyelországban rendeztek meg. 2001 szeptemberében társalapítója volt a Homofóbia Elleni Lengyel Kampánynak (Kampania Przeciw Homofobii).
Biedroń LMBT-jogok iránti elkötelezettségét többször is elismerték: 2003-ban megkapta például a „Rainbow Laurels”, 2004-ben pedig a „”Rainbow Man” nevet.
Biedroń számos könyv szerzője, többek között egy kézikönyvé, amely a demokrácia működéséről szól gyerekeknek: Kapcsolja be a demokráciát (Włącz Demokrację). Emellett megjelent az önéletrajza (Pod prąd) és az Új fejezet (Nowy rozdział) című könyve is, amelyek politikai jellegű könyvek. Elmélkedések, amelyeket néhány hónappal pártja indulása előtt tettek közzé.
2005-ben Biedroń a Demokratikus Baloldali Szövetség (SLD) sikertelen jelöltje volt a Szejmnek, a lengyel parlament alsóházának. A 2011. októberi parlamenti választásokon Biedrońt a Palikot Movement jelöltjeként beválasztották a Szejmbe, és 16 919 szavazatot kapott a gdyniai körzetben. Ő volt a Szejm első nyíltan meleg tagja. Homofób agresszió áldozata lett, megválasztása óta többször érte fizikai támadás.
A Szejm tagjaként Biedroń a Jogi és Emberi Jogi Bizottság alelnökeként és a Külügyi Bizottság képviselőjeként dolgozott.
Parlamenti munkája mellett Biedroń 2012 és 2015 között tagja volt az Európa Tanács Parlamenti Közgyűlés lengyel küldöttségének.
Biedroń 2014-ben indult a polgármester-választáson Słupskban, egy körülbelül 95 000 lakosú városban, amely a Pomerániai vajdasághoz tartozik. A második fordulóban a szavazatok 57 százalékát szerezte meg. Ezzel ő lett az első nyíltan meleg polgármester Lengyelországban.
2019 februárjában Biedroń új politikai pártot alapított Tavasz (lengyelül: Wiosna) néven, és alternatívát kíván építeni a konzervatív Jog és Igazságosság kontra liberális Polgári Platform politikai duopóliummal szemben. A Tavasz párt a szavazatok 6,1%-át szerezte meg az európai választásokon, Robert Biedroń pedig pártja listáján európai parlamenti képviselővé vált 2019. május 26.-án.

### Eszperantó tevékenysége
Fiatalkorában kezdett el eszperantóul tanulni, parlamenti képviselőként 2012 májusában tagságot szerzett a lengyel parlamentben, részt vett az Eszperantót Támogató Parlamenti Csoport (PGAE) létrehozásában, együttműködik a Lengyel Európai Szövetség tagjaival, és a Pola Asocio Eŭropo - Demokratio - Esperanto (magyarul ezt a szervezetet Lengyel Európa - Demokrácia - Eszperantó Egyesületnek hívják, magyar rövidítése: EDE-Lengyelország, amely Lengyelországban működik) eszperantistáival Szczecinben, Gdyniában és Malborkban. 2012 végén a PGAE társalapítója volt.

### Privát élete
Biedroń élettársa Krzysztof Śmiszek, a Szejm tagja, jogász doktor, a Homofóbia Elleni Kampány aktivistája és a Lengyel Diszkriminációellenes Jogi Társaság igazgatótanácsának elnöke.

## Művei
- Tęczowy elementarz (Esperante: La ĉielarka alfabetlibro), A szivárványos ábécé könyv - 2007

## Kitüntetései
The Rainbow Laurel (2000)
A 'Szivárványember' (2004) címszereplője.
Kitüntetés a Polityka hetilap által a lengyel parlamenti újságírók körében végzett, a 10 legjobb parlamenti képviselőt rangsoroló szavazáson a szorgalomért, a kultúráért és az Igazságügyi Bizottság munkájához való hozzájárulásért (2014).
A Tok FM rádió Anna Laszuk Anna-díja (2015).
Női Kongresszus sokszínűségért járó díja (2016)
A Newsweek által a legjobb városi polgármesterek rangsorában a 8. helyen végzett (2016).
A francia nemzeti érdemrend (2016)
13. hely a Newsweek által a legjobb városi polgármesterek rangsorában (2017)
A Campaign Against Homophobia ellenes kampány által odaítélt különleges egyenlőségi korona-díj (2021)
Alan Turing LMBTIQ+ Awards Premio Especial díj, amelyet a Culture Business Pride fesztivál ítél oda az LMBTIQ+ emberekért, jogaikért és láthatóságukért folytatott küzdelemért (2022).
"The Parliament MEP Award" díj a sokszínűség, befogadás és társadalmi hatás kategóriában a sokszínűség és befogadás előmozdításában Európa-szerte elért hozzájárulásért és eredményekért (2023)

## Fordítás
- Ez a szócikk részben vagy egészben  a   Robert Biedroń című eszperantó Wikipédia-szócikk ezen változatának fordításán alapul.  Az eredeti cikk szerkesztőit annak laptörténete sorolja fel. Ez a jelzés csupán a megfogalmazás eredetét és a szerzői jogokat jelzi, nem szolgál a cikkben szereplő információk forrásmegjelöléseként.
- Ez a szócikk részben vagy egészben  a   Robert Biedroń című angol Wikipédia-szócikk ezen változatának fordításán alapul.  Az eredeti cikk szerkesztőit annak laptörténete sorolja fel. Ez a jelzés csupán a megfogalmazás eredetét és a szerzői jogokat jelzi, nem szolgál a cikkben szereplő információk forrásmegjelöléseként.